# 100

「百」の筆順

100（百、陌、佰、ひゃく、もも）は、自然数、また整数において、99の次で101の前の数である。

## 語
漢字の「百」は、単に100を意味する以外に、非常に多いことも表す。「陌」と「佰」は「百」の異体字であり、大字である。日本語では両方が通用し、中国語では「佰」だけが通用する。とは言え、現在ではほとんど用いない。
日本語の「百」は、訓読みでは、100倍を意味する語尾を「お」（歴史的仮名遣では『ほ』）と読む（例：五百〈いお〉、八百〈やお〉）。また、大和言葉では、数としての100を「もも」といい、単位としての100を「お」（歴史的仮名遣では『ほ』）という（例：五百〈いお〉= 5 × 100 、八百〈やお〉= 8 × 100 ）。
英語では "hundred（日本語音写例：ハンドゥレド、慣習音写形：ハンドレッド）"" および "one hundred（日本語音写例：ワン ハンドゥレド、慣習音写形：ワンハンドレッド）" と表記され、序数詞では "hundredth（日本語音写例：ハンドゥレッドゥス）"、"100th"、"one-hundredth" と表す。
ラテン語では、"centum（日本語音写例：ケントゥム）" が英語の "a hundred" と同義、 "centēnus（ケンテーヌス）" が "one hundred" と同義である。

## 性質
- 100 は合成数であり、約数は 1, 2, 4, 5, 10, 20, 25, 50 と 100 である。
  - 約数の和は217。
    - σ(100) = 217 > 100 × 2 より22番目の過剰数である。1つ前は96、次は102。(ただし σ は約数関数)
    - 約数の和が奇数になる17番目の数である。1つ前は98、次は121。

  - 約数を9個もつ2番目の数である。1つ前は36、次は196。
- 100 = 102
  - 10番目の平方数である。1つ前は81、次は121。
    - 4番目の三角数10からなる平方数である。1つ前は36、次は225。(オンライン整数列大辞典の数列 A000537)
      - 100 = 13 + 23 + 33 + 43
        - n = 3 のときの 1n + 2n + 3n + 4n の値とみたとき1つ前は30、次は354。
        - 4連続整数の立方和とみたとき自然数の範囲だと最小、整数の範囲だと1つ前は36、次は224。
        - 100 = 03 + 13 + 23 + 33 + 43
          - 5連続整数の立方和とみたとき負の数を除くと最小、整数の範囲だと1つ前は35、次は225。

        - 4つの正の数の立方数の和で表せる20番目の数である。1つ前は93、次は107。(オンライン整数列大辞典の数列 A003327)
        - 異なる4つの正の数の立方数の和1通りで表せる最小の数である。次は161。(オンライン整数列大辞典の数列 A025408)
          - 異なる4つの正の数の立方数の和 n 通りで表せる最小の数である。次の2通りは1036。(オンライン整数列大辞典の数列 A025421)

    - 平方数がハーシャッド数になる6番目の数である。1つ前は81、次は144。

  - n = 2 のときの 10n の値とみたとき1つ前は10、次は1000。
  - 100 = (2 × 5)2
    - n = 5 のときの (2n)2 の値とみたとき1つ前は64、次は144。(オンライン整数列大辞典の数列 A016742)
    - n = 2 のときの (5n)2 の値とみたとき1つ前は25、次は225。(オンライン整数列大辞典の数列 A016850)
    - n = 2 のときの {2(2n + 1)}2 の値とみたとき、1つ前は36、次は196。(オンライン整数列大辞典の数列 A016826)

  - 100 = 22 × 52
    - 2つの異なる素因数の積で p2 × q2 の形で表せる2番目の数である。1つ前は36、次は196。(オンライン整数列大辞典の数列 A085986)

  - 100 = 102 + 02
    - 自身の数の並びを変えないで区切った2つの数の平方和が自身になる2番目の数である。1つ前は1、次は101。(オンライン整数列大辞典の数列 A178530)
      - ただし、1つ前の1は 1 = 02 + 12 という形で含めるため、先頭に0を含まない厳密な a2 + b2 の形としたとき最小の数である。

  - 100 = (10 + 0)2
    - 自身の数の並びを変えないで区切った2つの数の和の平方が自身になる3番目の数である。1つ前は81、次は2025。(オンライン整数列大辞典の数列 A102766)

  - 100 = 1 × 2 × 5 × 10
    - 10 の約数の積で表せる数である。1つ前は27、次は11。(オンライン整数列大辞典の数列 A007955)
- 100 = 62 + 82
  - 異なる2つの平方数の和で表せる29番目の数である。1つ前は97、次は101。(オンライン整数列大辞典の数列 A004431)
  - 102 = 62 + 82
    - 平方数が異なる2つの平方数の和で表せる2番目の数である。1つ前は25、次は169。(オンライン整数列大辞典の数列 A134422)
      - ここに現れる 6，8，10 はピタゴラス数である。

  - n = 2 のときの 6n + 8n の値とみたとき1つ前は14、次は728。(オンライン整数列大辞典の数列 A074620)
- 二十進数の50は、十進数では100となる。
- 最初の9つの素数の和である。1つ前は77、次は129。
100 = 2 + 3 + 5 + 7 + 11 + 13 + 17 + 19 + 23
  - 9連続素数和とみたとき最小。次は127。
- 異なる2つの素数の和6通りで表せる4番目の数である。1つ前は72、次は106。(オンライン整数列大辞典の数列 A066722)
100 = 3 + 97 = 11 + 89 = 17 + 83 = 29 + 71 = 41 + 59 = 47 + 53
- 100 = 26 + 62 = 43 + 62
  - 100 = 26 + 62
    - n = 6 のときの 2n + n2 の値とみたとき1つ前は57、次は177。(オンライン整数列大辞典の数列 A001580)
    - n = 2 のときの 6n + n6 の値とみたとき1つ前は7、次は945。(オンライン整数列大辞典の数列 A001594)
- 33番目のハーシャッド数である。1つ前は90、次は102。
  - 1を基とする3番目のハーシャッド数である。1つ前は10、次は1000。
- 各位の平方和が平方数になる23番目の数である。1つ前は90、次は122。(オンライン整数列大辞典の数列 A175396)
  - 各位の和と各位の平方和が両方とも平方数になる7番目の数である。1つ前は90、次は400。(オンライン整数列大辞典の数列 A197125)
- 各位の立方和が平方数になる13番目の数である。1つ前は90、次は102。(オンライン整数列大辞典の数列 A197039)
- 100 = 53 − 52
  - n = 5 のときの n3 − n2 の値とみたとき1つ前は48、次は180。(オンライン整数列大辞典の数列 A045991)
- 基数4の1つ目の自己記述数である。もう1つは136。
- 1/100 = 0.01
  - 逆数が有限小数になる14番目の数である。1つ前は80、次は125。(オンライン整数列大辞典の数列 A003592)
  - 整数の逆数の有限小数のうち小数第2位が最後の桁になるのは他に 1/4 = 0.25 , 1/20 = 0.05 , 1/25 = 0.04 , 1/50 = 0.02 の4つ。
  - 割合では、百分率では1%、千分率10‰。
- 1a = 10m×10m = 100m2（→面積の比較）
  - 1ha = 100a = 100m×100m = 10,000m2
- 次のような表示をもつ（下線部は循環節）。
  - {\displaystyle 10={\cfrac {100}{20+{\cfrac {100}{-20+{\cfrac {100}{20+{\cfrac {100}{-20+{\cfrac {100}{\ddots }}}}}}}}}}}（20 ,−20。循環節の長さは2）
  - {\displaystyle 100=-100+20{\sqrt {-100+20{\sqrt {-100+20{\sqrt {-100+20{\sqrt {\ldots }}}}}}}}}（−100, 20。循環節の長さは2）

- n = 100 のとき n と n − 1 を並べた数を作ると素数になる。n と n − 1 を並べた数が素数になる11番目の数である。1つ前は88、次は102。(オンライン整数列大辞典の数列 A054211)
- 次のような小町算の解答例をもつ。
  - 123 − 45 − 67 + 89 = 100
  - 12 + 3.4 + 5.6 + 7 + 8 × 9 = 100
  - 1 + 2 + 3 + 4 + 5 + 6 + 7 + 8 × 9 = 100
  - 1 × 2 × 3 − 4 × 5 + 6 × 7 + 8 × 9 = 100
- 100 = √10000
- 100!は158桁の数である。 100! ≒ 9.33262154 × 10157

## その他 100 に関連すること
- SI接頭辞では100倍はh（ヘクト）、1/100はc（センチ）である。
  - 一般に、100の接頭辞はcenti（拉）、hecto, hecato, hecatont（希）。
  - 100倍をcentuple（センタプル）ともいう。
- 原子番号100の元素はフェルミウム (Fm) である。
- 日本の電話番号 100 は、オペレータ扱いの通話で、通話料金を案内するサービスである（100番通話）。
- 100年を1世紀という。
  - 「百年」を、英語では「centennial」、ラテン語では「centennium」という。また、英語の「centenary」はラテン語の「centenarius」に由来し、本来は年に限らず「百個一組」「百個から成る」を意味する。ケントゥリアも参照のこと。
  - 閏年の判定基準として100がある。
    - 西暦が4で割り切れれば閏年であるが、100で割り切れても400で割り切れない年数（例:1700年、1800年ほか）は平年となる。

  - 西暦100年 - 1世紀最後の年
- 百分率 - 全体を100として例える。
  - 百分率の習慣から、「完全」「最高値」「1倍」を意味することが多い。例：百点満点、百パーセント。
- 摂氏温度計は、水の融点を0度、沸点を100度としている（記号：°C）。
- 現在日本で発行されている硬貨のうち2番目に高額なものは100円玉である。

- 累代の100
  - 第100代ローマ教皇はウァレンティヌス（在位：827年9月1日～9月16日）である。
  - 第100代天皇は、後小松天皇（在位：1392年 - 1412年）である。
  - 日本の第100代内閣総理大臣は、岸田文雄（2021年 - 2024年）である[1]。

- 4月10日 - 1月1日からの数え日数がちょうど100日目である。2015年4月10日、めざましテレビ内放送中のアニメ｢紙兎ロペ｣にて、この日に関する話題が放送された。
- クルアーンにおける第100番目のスーラは進撃する馬である。
- 100系 - 100を形式に持つ鉄道車両のリスト。
- 百を和語系数詞で「もも」と読む。ただし現代日本語では「もも」が数として用いられることはなく、「百恵（ももえ）」「百田（ももた、『ひゃくた』と読むこともある）」のように固有名詞などの中で痕跡的に現れるに過ぎない。
- 百日を和語系数詞で「ももか」と読む。生後百日目の宮参りを「ももかまいり（百日参り）」と呼ぶが、これ以外に現代日本語で「ももか」が使われることはほとんどない。
- 漢字の「百」は一と100を示す音から採られた白との合字「一+白→百」から産まれた。
- 「百々」と書いて「どど」「どうどう」と読むことがある。百々川（どどかわ）、百々目鬼（どどめき）など。
- 100メートル競走、100メートルハードル（陸上競技種目）。100m自由形、100m平泳ぎ、100mバタフライ、100m背泳ぎ（競泳）。
- 100円ショップ
- 100m道路（都市計画）
- 100円橋
- 100円バス
- 百さん - 地方によっては曽祖母を指す。
- 百人町 - 東京都新宿区に所在する町。
- クイズ100人に聞きました - TBSのクイズ番組。1979年 - 1992年。
- 日本のプロ野球では北海道日本ハムファイターズ（大社義規初代球団オーナー）の永久欠番となっている。横浜DeNAベイスターズでも、「球団に対して貢献のある複数の著名人のための番号」として、1997年から2012年まで永久欠番に指定されていた。
- センタムシティ - 「センタム」はラテン語で100を意味する。
- ユーノス・100 - かつて、マツダがユーノスブランドで販売していたハッチバック。
- 大日本帝国陸軍において、皇紀2600年(昭和15年、1940年)に制式化された兵器は一〇〇式と呼ばれる。（例一〇〇式司令部偵察機など。）
- 機動戦士Ζガンダム及び機動戦士ガンダムΖΖに登場するガンダム系のモビルスーツに百式というものが存在するが、これは型式番号がMSN-100（正式にはMSN-00100と表記されるのが正しいとされる）であることに由来している。
- 百識シリーズ - イノッチ先生が、Hey! Say! JUMPやジャニーズJr.の面々に様々なジャンルに関する知識を教えるという番組。フジテレビ （CX） 系19局と大分放送（TBS系）にて放映中（うちフジテレビと仙台放送は同時ネット）。
- アウディ・100 - ドイツ（旧西ドイツ）のアウディ社が生産した乗用車。
- トヨタ・センチュリー - 豊田佐吉翁の生誕100年（＝1世紀）を記念して命名された。
- 1 vs. 100 - ヨーロッパ、アメリカ合衆国、オーストラリア、韓国や香港など、世界各国で放送されているクイズ番組。
- インド・ヨーロッパ語族をケントゥム語派とサテム語派に分ける場合に「百」という単語を用いる。ラテン語ではケントゥムでイランのアヴェスター語ではサテム。
- 漫画・アニメ『キン肉マン　キン肉星王位争奪編』で、キン肉マンマリポーサ率いる飛翔（マリポーサ）チームのメンバーにキング・ザ・100トンという超人がいる。
- 100 (one hundred) - 『森田一義アワー 笑っていいとも!』内で、ナインティナイン（岡村隆史、矢部浩之）と中居正広（SMAP）の3人で結成されたグループ。
- R100 - 2013年10月5日に公開された日本映画作品。
- 特撮『百獣戦隊ガオレンジャー』 - 「パワーアニマル」と呼ばれる動物をモデルにした戦闘メカが100体登場する。(劇中及び映画では24体のみの登場であり、その他は名前のみが存在しているが、一部は玩具の発売や図案などが存在しているものもある。)
- テレビアニメ『遊☆戯☆王ZEXAL』（及びそれを元にアレンジした漫画版） - 「No.（ナンバーズ）」と呼ばれる100枚のカードをめぐる戦いを題材にしている（『ZEXAL II』では＋αが加わった）。

## 100を形容詞とするもの
「百」は「多数」を意味することが多い（例：百科事典、百獣、百人力、百聞）。そのことから、一つの目標とされる場合もある（例：百人組手、百人抜き、百歳）。百以外で36が百と同じく「多数」として用いられる例もある（例：三十六景、三十六策、三十六峰）。
- ムカデ

日本語名（和名）の最も一般的な漢字表記は、当て字の「百足」である。英語でも「100の脚」を意味する "centipede" の名で呼ばれる。
- 英語名の語源学的解説チャート［ en: centipede ＜ la: centi-（100の）+ pede（pēs〈脚〉の複数形）］
- ただし、実際のムカデはどの種も脚は奇数対であるため、ちょうど100本（50対）の脚をもつムカデは存在しない。
- なお、ヤスデのほうは、英語で "millipede"、すなわち「1000の脚」と呼ばれている。

- 百聞不如一見 / 百聞は一見に如かず (Wikt) [3]

ものごとの実際は、耳で聞くよりも目で見るほうが遙かによく理解できる、ということ。紀元前1世紀、前漢時代の中国で編纂された『漢書』「趙充国伝」に見える故事に由来する。羌族の反乱に対応する策を問われた老将・趙充国は、「報告を何度聞こうとも実際にその場に行って見るには及びません」と述べ、現場に駆け付けて直接指揮を執りたいと願い出た。
- 百聞 - 何度も聞くこと。しばしば耳にすること。数多く聞くこと。「百聞不如一見」に由来する。

- 百姓

古来の日本語であり、原義は「百の姓」、すなわち、「あらゆる姓氏を有する公民（国家の民、おおみたから）」を指す。古代においては、公民、すなわち、貴族や官僚でないが、部民や奴婢でもない、一般の人を指した。中世には「凡下を意味するようになった。凡下の多くが年貢の納入義務を負った農業従事者であったことから、次第にその意味が強くなっていく。江戸時代になると、年貢納入義務を負った漁民・職人・商人・農民などを指すようになったが、人口比で農民が大半を占めていたことから、「農民」を指すことが多くなった。
- 百姓一揆

ここでの「百姓」は、江戸時代における狭義の「百姓」、すなわち農業従事者のことで、「百姓一揆」は、近世（特に江戸時代）の日本における領主に対する百姓の集団的反抗運動をいう。
- 百度参り / お百度参り

100回参拝することを意味する、古来日本に伝わる祈念の様式。最も古い記録は、鎌倉時代に成立した歴史書『吾妻鏡』に所収された文治5年（西暦1189年）の記述である。
- 百人一首

名数100による和歌のアンソロジー（詞華集）であり、最も古い『小倉百人一首』は、鎌倉時代中期にあたる13世紀前半に成立したと推定されている。
- 百物語

日本の伝統的な怪談会の様式の一つ。怪談を100話語り終えると本物の物の怪が現れるとされる。最も古い記録は、江戸時代前期の延宝5年（1677年）に刊行された怪談集『諸国百物語』である。
- 百面相

寄席演芸の一種。顔の表情と簡単な変装で、様々に人相を変えてみせる芸である。江戸時代中期の天明年間（1781年-1789年間）の頃、吉原の幇間・目吉が目鬘（めかつら）を使って顔を七通りに変える「七変目」「七ツ目」を演じ、座敷芸として広めたのが始まり。
- 百日咳

1670年にラテン語で「激しい咳」を意味する "Pertussis" と命名されたこの病気を表わす日本語名として、江戸時代中期の文政年間（1818年-1830年間）に「100日にも及ぶ長きに亘って咳が止まない病い」との意図をもって造語された。
- 百科 - 「種々の学科」「あらゆる科目」「様々な分野」の意。
  - 百科事典

百科を紐解くための事典。日本では、西周が明治3年（1870年）に『百学連環』を国内初の百科事典として編纂している。なお、欧米語では百科事典（英: encyclopedia）を100の名数で表わすことはない。英語名は「全般的教育」を意味する新ラテン語 (New latin) に由来する語であり、古代ギリシア語で「芸術と科学のサークルにおける教育」を意味する "ἐγκυκλοπαιδεία（ラテン翻字：enkuklopaideía）" を語源としている。
- 百葉箱

日本語「百葉箱」は、1886年（明治19年）に制定公布された気象観測法で初めて用いられた。百葉箱が日本に持ち込まれたのは1874年（明治7年）のことで、「よろいど箱（鎧戸箱）」と紹介されている。同年中に正式導入されて以降は、英語表現の "double louvre boarded box" を直訳した「二重百葉窓の箱」あるいは「板簾」の名が用いられていた。
- 百貨店

日本語「百貨店」の初出時期は未確認。この業態が日本に導入されたのは、株式会社三越呉服店が1905年（明治38年）元旦に全国の主要新聞紙上に全面広告を掲載した、のちに言う「デパートメントストア宣言」が、最初であるとするのが一般的である。
- 百選、100選、100 selections

数ある中から名数100で特別なものを選定する評価。1927年（昭和2年）に選定された日本百景が古い。日本では、「○○の名所百選」、名水百選、名湯百選、日本百名山、日本名城百選、都市景観100選、判例百選、ふるさとおにぎり百選、けん玉の技の一覧#けん玉の技百選等々、多様かつ数多くの百選が生み出されてきた（cf. Category:日本の百選）。選定の対象は日本国内に留まらず、世界の百選や各地域・各国の百選なども生み出されている。また、中国語圏でもこれに倣った百選（簡体字：百个）が、日本観光を主旨としたものを中心に多数生み出されている。
- 百式、一〇〇式、100式

大日本帝国陸軍が1940年（昭和15年）に採用した装備（兵器）に付けた型式が最初の例。

## 101 から 199 までの整数

### 101から120
101 = 素数、双子素数（101,103）、四つ子素数（101,103,107,109）、5つの連続した素数の和（101 = 13 + 17 + 19 + 23 + 29）、回文数
102 = 2 × 3 × 17、楔数、ハーシャッド数、4つの連続した素数の和（102 = 19 + 23 + 29 + 31）
103 = 素数、双子素数（101,103）、四つ子素数（101,103,107,109）
104 = 23 × 13、原始擬似完全数
105 = 3 × 5 × 7、三角数、楔数、1番目から5番目までの四角錐数の和（105 = 1 + 5 + 14 + 30 + 55）
106 = 2 × 53、半素数
107 = 素数、安全素数、双子素数 (107, 109)、四つ子素数 (101, 103, 107, 109)、メルセンヌ素数、エマープ (107 ←→ 701)
108 = 22 × 33、アキレス数、テトラナッチ数、ハーシャッド数
109 = 素数、双子素数 (107, 109)、四つ子素数 (101,103,107,109)
110 = 2 × 5 × 11、楔数、ハーシャッド数、矩形数 (110 = 10 × 11)、3つの連続した平方数の和 (110 = 52 + 62 + 72)、警察署の緊急通報用電話番号
111 = 3 × 37、半素数、完全トーシェント数、ハーシャッド数、レピュニット
112 = 24 × 7、七角数、ハーシャッド数、6つの連続した素数の和 (112 = 11 + 13 + 17 + 19 + 23 + 29)
113 = 素数、オイラー素数、ソフィー・ジェルマン素数、エマープ (113 ←→ 311)
114 = 2 × 3 × 19、楔数、ハーシャッド数、ノントーシェント
115 = 5 × 23、半素数
116 = 22 × 29、連続する3つの偶数の平方数の和　(116 = 42 + 62 + 82)
117 = 32 × 13、五角数、ハーシャッド数
118 = 2 × 59、半素数、ノントーシェント、海上の緊急通報用電話番号、現在発見されている最大の元素（オガネソン）の番号
119 = 7 × 17、半素数、消防署の緊急通報用電話番号
120 = 23 × 3 × 5、階乗数 (5! = 5 × 4 × 3 × 2 × 1 = 120)、高度合成数、三角数、六角数、三角錐数 (120 = 22 + 42 + 62 + 82)、ハーシャッド数

### 121から140
121 = 112、平方数、フリードマン数、半素数、回文数、スミス数、六芒星数
122 = 2 × 61、半素数、ノントーシェント
123 = 3 × 41、半素数、リュカ数
124 = 22 × 31、連続する8つの素数の和 (124 = 5 + 7 + 11 + 13 + 17 + 19 + 23 + 29)、ノントーシェント
125 = 53、立方数、フリードマン数、ルース＝アーロン・ペア (125, 126)
126 = 2 × 32 × 7、フリードマン数、ルース＝アーロン・ペア (125, 126)、ハーシャッド数、五胞体数、4つの連続した平方数の和 (126 = 42 + 52 + 62 + 72)
127 = 素数、メルセンヌ素数、ナイスフリードマン数
128 = 27、フリードマン数
129 = 3 × 43、半素数、連続する10個の素数の和 (129 = 2 + 3 + 5 + 7 + 11 + 13 + 17 + 19 + 23 + 29)
130 = 2 × 5 × 13、楔数
131 = 素数、オイラー素数、ソフィー・ジェルマン素数、回文数、回文素数、連続する3つの素数の和 (131 = 41 + 43 + 47)
132 = 22 × 3 × 11、ハーシャッド数、矩形数 (132 = 11 × 12)、カタラン数
133 = 7 × 19、半素数、ハーシャッド数
134 = 2 × 67、半素数
135 = 33 × 5、ハーシャッド数
136 = 23 × 17、三角数
137 = 素数、双子素数 (137, 139)
138 = 2 × 3 × 23、楔数、連続する4つの素数の和 (138 = 29 + 31 + 37 + 41)
139 = 素数、双子素数 (137, 139)
140 = 22 × 5 × 7、調和数、四角錐数 (140 = 12 + 22 + 32 + 42 + 52 + 62 + 72)、ハーシャッド数

### 141から160
141 = 3 × 47、半素数、回文数
142 = 2 × 71、半素数
143 = 11 × 13、半素数、3つの連続する素数の和 (143 = 43 + 47 + 53)、7つの連続する素数の和 (143 = 11 + 13 + 17 + 19 + 23 + 29 + 31)
144 = 24 × 32、平方数 (144 = 122)、フィボナッチ数、ハーシャッド数、高度トーシェント数
145 = 5 × 29、半素数、五角数
146 = 2 × 73、半素数
147 = 3 × 72
148 = 22 × 37、七角数
149 = 素数、双子素数（149,151）、エマープ (149 ←→ 941)、トリボナッチ数、3つの連続した平方数の和 (149 = 62 + 72 + 82)
150 = 2 × 3 × 52、ハーシャッド数
151 = 素数、双子素数（149,151）、オイラー素数、回文数、回文素数
152 = 23 × 19、ハーシャッド数
153 = 32 × 17、ハーシャッド数、三角数、六角数、フリードマン数、ナルシシスト数
154 = 2 × 7 × 11、楔数
155 = 5 × 31、半素数、連続する11個の素数の和 (155 = 2 + 3 + 5 + 7 + 11 + 13 + 17 + 19 + 23 + 29 + 31)
156 = 22 × 3 × 13、矩形数（156 = 12 × 13）、ハーシャッド数、連続する12個の偶数の和（156 = 2 + 4 + 6 + 8 + 10 + 12 + 14 + 16 + 18 + 20 + 22 + 24）
157 = 素数
158 = 2 × 79、半素数
159 = 3 × 53、半素数
160 = 25 × 5、連続する11個の素数の和（160 = 2 + 3 + 5 + 7 + 11 + 13 + 17 + 19 + 23 + 29 + 31）

### 161から180
161 = 7 × 23、半素数、回文数
162 = 2 × 34、ハーシャッド数
163 = 素数
164 = 22 × 41
165 = 3 × 5 × 11、三角錐数（165 = 12 + 32 + 52 + 72 + 92）、楔数
166 = 2 × 83、半素数、スミス数
167 = 素数、安全素数
168 = 23 × 3 × 7
169 = 132、平方数、半素数、ペル数
170 = 2 × 5 × 17、楔数
171 = 32 × 19、ハーシャッド数、三角数、回文数
172 = 22 × 43
173 = 素数、オイラー素数、ソフィー・ジェルマン素数、連続する3つの素数の和（173 = 53＋59＋61）
174 = 2 × 3 × 29、楔数、4つの連続した平方数の和（174 = 52 + 62 + 72 + 82）
175 = 52 × 7
176 = 24 × 11、五角数
177 = 3 × 59、半素数
178 = 2 × 89、半素数
179 = 素数、双子素数（179, 181）、ソフィー・ジェルマン素数、安全素数、エマープ（179 ←→ 971）、数字を並べ替えた197、719も素数
180 = 22 × 32 × 5、高度合成数、ハーシャッド数、6つの連続する素数の和（180 = 19 + 23 + 29 + 31 + 37 + 41）

### 181から199
181 = 素数、双子素数 (179, 181)、回文数、回文素数、六芒星数
182 = 2 × 7 × 13、矩形数 (182 = 13 × 14)、連続する13個の偶数の和 (182 = 2 + 4 + 6 + 8 + 10 + 12 + 14 + 16 + 18 + 20 + 22 + 24 + 26)、楔数
183 = 3 × 61、半素数、完全トーシェント数
184 = 23 × 23
185 = 5 × 37、半素数
186 = 2 × 3 × 31、楔数
187 = 11 × 17、半素数
188 = 22 × 47
189 = 33 × 7、七角数
190 = 2 × 5 × 19、三角数、六角数、楔数、ハーシャッド数
191 = 素数、双子素数（191,193）、四つ子素数（191,193,197,199）、ソフィー・ジェルマン素数、回文数、回文素数
192 = 26 × 3、ハーシャッド数、3つの連続した偶数の積（192 = 4 × 6 × 8）
193 = 素数、双子素数（191,193）、四つ子素数（191,193,197,199）
194 = 2 × 97、半素数、3つの連続した平方数の和（194 = 72 + 82 + 92）
195 = 3 × 5 × 13、楔数、ハーシャッド数、3つの連続した素数の平方数の和（195 = 52 + 72 + 112）
196 = 22 × 72、平方数（196 = 142）
197 = 素数、双子素数（197,199）、四つ子素数（191,193,197,199）、オイラー素数、連続する12個の素数の和（197 = 2 + 3 + 5 + 7 + 11 + 13 + 17 + 19 + 23 + 29 + 31 + 37）
198 = 2 × 32 × 11、ハーシャッド数
199 = 素数、双子素数（197,199）、四つ子素数（191,193,197,199）、エマープ（199 ←→ 991）、リュカ数